# 13 причини защо (сериал)
„13 причини защо“ (на английски: 13 Reasons Why, стилизирано като Th1rteen R3asons Why) е американски уеб сериал, базиран на едноименния роман от Джей Ашър и адаптиран от Браян Йорки за Netflix. Сериалът проследява историята на гимназиста Клей Дженсън и приятелката му Хана Бейкър, която се самоубива, след като става жертва на случаи на деморализация от страна на нейни съученици. Кутия с касети, записани от Хана преди да сложи край на живота си, описват причините защо е решила да го направи.
Първият сезон съдържа 13 епизода. Първоначално, идеята за адаптация на романа е той да бъде превърнат във филм на Universal Pictures като Селена Гомес е предвидена за главната роля, но през 2015 година, Netflix поема продукцията и я превръща в сериал, а Гомес става изпълнителен продуцент. Премиерата на първия сезон и бонус проекта „Beyond The Reasons“ („Отвъд причините“) е на 31 март 2017 г.
Сериалът получава предимно положителни оценки от критиците и публиката за решението да бъде представен подобен проблем и за избора на актьори за главните роли – Дилън Минет и Катрин Лангфорд. Продукцията предизвиква и негативни коментари относно графичното представяне на теми като самоубийство и изнасилване и подобно нецензурно съдържание. През май 2017 година, е обявен вторият сезон на сериала, който се очаква да бъде пуснат през 2018. На 1 август 2019 г. Netflix обявява, че сериала получава четвърти сезон, който ще е последен.

## Сюжет
Тийнейджърът Клей Дженсън се прибира от училище, когато намира мистериозна кутия на верандата пред дома си. В нея, той открива седем касети, записани от Хана Бейкър, негова съученичка и несподелена любов, която е извършила трагично самоубийство две седмици по-рано. Чрез касетите, тя е оставила емоционален аудио дневник, описващ тринадесетте причини, поради които е решила да посегне на живота си. Заръките ѝ са ясни – всеки човек, който получи касетите, е една от причините и след като дадения човек изслуша всички записи, трябва да предаде пакета на следващия в списъка. Ако някой реши да прекъсне веригата, резервен комплект касети ще бъде показан на обществото. Всяка касета е обръщение към някой от училището и разказва за участието му във фаталното самоубийство.

## Актьорски състав

### Главни
- Дилън Минет в ролята на Клей Дженсън
- Катрин Лангфорд в ролята на Хана Бейкър
- Крисчън Наваро в ролята на Тони Падиля
- Алиша Бо в ролята на Джесика Дейвис
- Брандън Флин в ролята на Джъстин Фоли
- Джъстин Прентис в ролята на Брайс Уокър
- Майлс Хайзър в ролята на Алекс Стендал
- Рос Бътлър в ролята на Зак Демпси
- Девин Друид в ролята на Тайлър Даун
- Ейми Харгрийвс в ролята на Лейни Дженсън
- Дерек Люк в ролята на Кевин Портър
- Кейт Уолш в ролята на Оливиа Бейкър

### Второстепенни
- Браян д'Арси Джеймс в ролята на Андрю „Анди“ Бейкър
- Джош Хамилтън в ролята на Мат Дженсън
- Мишел Селийн Анг в ролята на Кортни Кримсен
- Стивън Силвър в ролята на Маркъс Кол
- Айона Алексъс в ролята на Шери Холанд
- Томи Дорфман в ролята на Раян Шейвър
- Соси Бейкън в ролята на Скай Милър
- Брандън Ларакуенте в ролята на Джеф Аткинс
- Тимъти Гранадерос в ролята на Монгомъри де ла Крус
- Стивън Уебър в ролята на Гари Болан
- Кейко Агена в ролята на Пам Брадли
- Марк Пелегрино в ролята на заместник-шериф Стендал
- Джоузеф Филипс в ролята на г-н Дейвис
- Синди Чонг в ролята на Карен Демпси
- Хенри Зага в ролята на Брад
- Робърт Гант в ролята на Тод Кримсен
- Уилсън Крус в ролята на Денис Васкес
- Матю Алън в ролята на Сет Меси

## Епизоди
Епизодите в 1-ви сезон са 13, всеки по 49 – 61 минути
| Сезон | Епизоди | Премиера     |
| ----- | ------- | ------------ |
| 1     | 13      | 31 март 2017 |
| 2     | 13      | 18 май 2018  |